# Бесконак
Бесконак (от каз. Бесқонақ, «пять гостей») — обозначение эпагоменов (внемесячных дней) в традиционном казахском календаре, состоящем из 360 дней в году. Для соответствия астрономическому году (около 365,25 дня) к календарю прибавляются 5 (а в високосный год 6) дней, называемые «бесконак», в конце года (17-21 марта по современному календарю, в високосные годы с 16 марта).